# Nowaja Milcza
Nowaja Milcza (biał. Новая Мільча; ros. Новая Мильча, Nowaja Milcza, pol. hist. Nowa Milcza) – wieś na Białorusi, w obwodzie homelskim, w rejonie homelskim, w sielsowiecie Krasnaje. Z trzech stron (z wyjątkiem zachodu) graniczy z Homlem.

## Historia
W XIX i w początkach XX w. słoboda. Położona była wówczas w Rosji, w guberni mohylewskiej, w powiecie homelskim. Następnie w granicach Związku Sowieckiego. Od 1991 w niepodległej Białorusi.
Na wschód od Nowej Milczy położona była wieś Stara Milcza, która obecnie znajduje się w granicach Homla.